# ستيف مولر
ستيف مولر (بالألمانية: Steve Müller)‏ (16 مايو 1985 هاله ألمانيا - ) هو لاعب كرة قدم ألماني يلعب كلاعب وسط.

## روابط خارجية
- ستيف مولر على موقع قاعدة بيانات كرة القدم.إي يو (الإنجليزية)
- ستيف مولر على موقع بيانات كرة القدم. دي إي (الألمانية)
- ستيف مولر على موقع عالم كرة القدم.نت (الإنجليزية)